# さよならセンセーション
「さよならセンセーション」は、せんせーションズの楽曲。2016年3月23日にDVDシングルとしてジェイ・ストームから発売。

## 概要
- 前作「殺せんせーションズ」から約1年ぶりのリリースとなる。

- 初回限定盤・通常盤の2種類での発売となり、それぞれ収録内容・ジャケット写真ともに異なる。

- 表題曲は、2016年3月25日に公開されたHey! Say! JUMPの山田涼介主演映画『暗殺教室-卒業編-』の主題歌である。ただし、前作同様「Hey! Say! JUMP」ではなく、「せんせーションズ」名義での発売となる。

- 初回限定盤・通常盤には、表題曲のVideo Clip〝ファイナルバトルモード〝を収録。

- 初回限定盤には、表題曲のMaking of Video Clip〝アノーサイド〝と表題曲のCDを封入。また、オリジナル・カラオケ1曲を収録。

- 通常盤には、表題曲のVideo Clip〝ニューギアモード〝と表題曲のMaking of Video Clip〝カソードサイド〝を収録。

## 封入特典

### 初回限定盤
- 24Pスペシャルブックレット

### 通常盤
- 12Pブックレット
- せんせーションズ メモリアルフォトカード ※初回プレス分のみ封入

## 収録曲

### DVD

#### 通常盤
1. 「さよならセンセーション」ビデオクリップ・ファイナルバトルモード
2. 「さよならセンセーション」ビデオクリップ・ニューギアモード
3. 「さよならセンセーション」メイキング映像・カソードサイド

#### 初回限定盤
1. 「さよならセンセーション」ビデオクリップ・ファイナルバトルモード
2. 「さよならセンセーション」メイキング映像・アノードサイド

### CD
※初回限定盤のみ
1. さよならセンセーション
作詞:VANDRYTHEM 作曲:加藤裕介
  - 山田涼介主演 映画「暗殺教室 〜卒業編〜」主題歌
2. さよならセンセーション（オリジナル・カラオケ）